# مقياس اتساع مدى الإعاقة

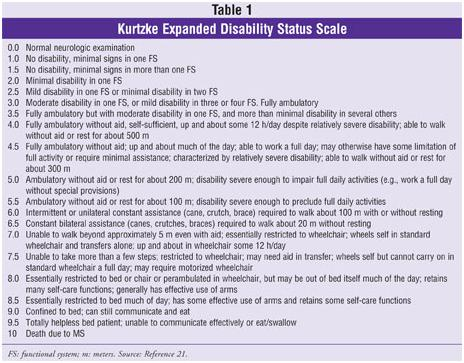
مقياس اتساع مدى الإعاقة الذي وضعه جون فرانسيس كورتسيكه

مقياس اتساع مدى الإعاقة (بالإنجليزية: Expanded Disability Status Scale) هو مقياس يُقاس به مقدار الإعاقة في التصلب المُتعدد. وقد وضعه جون فرانسيس كورتسيكه. ويستند المقياس على الفحص العصبي الذي يجريه الطبيب.